# Giuseppe Vegezzi
Giuseppe Natale Vegezzi (* 30. ledna 1960 Nerviano) je italský římskokatolický duchovní a pomocný biskup milánské arcidiecéze.

## Život
Narodil se 30. ledna 1960 v Nervianu.
Vstoupil do arcibiskupského kněžského semináře. Po studiu teologie byl kardinálem Carlem Maria Martinim vysvěcen na kněze. Stal se farním vikářem u sv. Petra a Pavla v Luino a o čtyři roky později u sv. Kornélia a Cypriána v Cerro Maggiore. Roku 1993 vstoupil k Oblátům svatých Ambrože a Karla. V roce 2002 se stal farářem farností San Cristoforo sul Naviglio a Santa Maria delle Grazie al Naviglio v Miláně.
V letech 2004–2012 zastával funkci děkana děkanátu Navigli a prefekta Jižního Milána. Stal se spolupracovníkem biskupského vikáře pro klérus. Dne 10. ledna 2012 byl jmenován proboštem baziliky sv. Viktora v Rho a 3. března 2014 děkanem děkanátu Rho.
Dne 29. března 2018 byl ustanoven biskupským vikářem pro pastorační zónu II. Varese a 18. listopadu kanovníkem kapituly.
Dne 30. dubna 2020 jej papež František jmenoval pomocným biskupem milánské arcidiecéze a titulárním biskupem z Turres Concordiæ. Biskupské svěcení přijal 28. června z rukou arcibiskupa Maria Delpiniho a spolusvětiteli byli biskup Erminio De Scalzi a biskup Luigi Stucchi. Od 1. června 2023 je biskupským vikářem zóny I. Miláno.